# 픽토그램 인사이드
픽토그램 인사이드는 2011년에 제작된 단편 영화이다.

## 줄거리
픽토그램의 내부 세계를 담은 단편 영화이다.

## 연출 의도
픽토그램의 안쪽 생활이 어떤지 단편 영화로 담아낸 이야기다.